# Horacio Echevarrieta Maruri
Horacio Echevarrieta Maruri (1870 - 1963), va ser un empresari, industrial i polític espanyol.
Horacio Echevarrieta va destacar per la seva iniciativa emprenedora, que el va portar a estar present en moltes àrees de negoci, des de l'explotació minera fins al negoci immobiliari (va participar en la construcció i urbanització de l'eixample bilbaí i madrileny així com en la construcció del metropolità barceloní), passant per la construcció naval i d'armament fins a la seva presència en mitjans de comunicació (va fundar el periòdic El Liberal i va participar en Unió Radio, l'actual SER) o en l'aerolínia Iberia o el sector elèctric amb empreses com Saltos del Duero (que després seria Iberdrola). Va destacar en la construcció naval amb la seva drassana Echevarrieta y Larrinaga (el que després seria Astilleros de Cádiz S.A. i actualment Astilleros Españoles), d'on van sortir vaixells com el buc escola de l'armada espanyola Juan Sebastián Elcano i el prestigiós submarí E-1, el més avançat del seu temps.
Echevarrieta va seguir la senda política del seu pare, de pensament republicà, i va participar en política, tenint representació parlamentaria fins a 1917. Home seriós i de paraula, es va encarregar amb èxit de la negociació per a l'alliberament dels presoners espanyols al Marroc després de l'anomenat desastre d'Annual, amb la qual cosa va adquirir un gran prestigi. Les seves idees republicanes no van ser obstacle per mantenir una amistat personal amb el rei Alfons XIII, encara que va rebutjar el títol de "marquès del Rescat" que aquest li va oferir com a agraïment per la tasca negociadora a Àfrica.
Horacio Echevarrieta va desenvolupar una àmplia i intensa activitat emprenedora i va residir en diferents ciutats d'Espanya. Nascut a Bilbao i pertanyent a l'oligarquia basca que es va assentar al barri de Neguri de Getxo, la ciutat de Cadis va ser una en la que la seva activitat, en aquest cas els seus negocis de drassanes, va ser més significativa; per això va ser nomenat dues vegades fill adoptiu d'aquesta ciutat.
Horacio Echevarrieta es va casar en 1900 amb María Madaleno Zárraga i va tenir set fills (José María, Horacio, Rafael, Cosme, María del Carmen, Juan Antonio i Amalia Echevarrieta Madaleno).

## Biografia
Horacio Echevarrieta va néixer el 15 de setembre de 1870 a Bilbao. El seu pare era Cosme Echevarrieta Lascurain, insigne polític republicà biscaí, màxim representant de les forces democràtiques de la província, qui, en 1869, va signar com a representant biscaí l'anomenat Pacte Federal d'Eibar, elegit diputat a les eleccions generals espanyoles de 1873 i home de negocis emprenedor. Horacio va heretar del seu pare les bases de la seva fortuna (diverses mines de ferro arrendades a Biscaia, dues hectàrees de terreny a l'Eixample de Bilbao i participacions a dues empreses extractives nacionals: Fortuna i Sierra Menera) i la seva activitat política.
Fou elegit diputat per Bilbao per la Conjunció Republicano-Socialista a les eleccions generals espanyoles de 1910, 1914 i 1916, però després decideix abandonar la política i se centra en el negoci familiar després de la mort d'Isidoro Larrinaga, amb qui compartia la societat de béns Echevarrieta y Larrinaga.
Durant la Primera Guerra Mundial va exportar ferro de les seves mines (el ferro biscaí ha estat molt apreciat per la seva qualitat) al Regne Unit i a Alemanya mitjançant la seva pròpia flota mercant. En 1917 ven els vuit vaixells que li queden, trasllada la seva residència a Madrid i compra a Cadis les drassanes dels germans Vega-Murguía, que reconverteix en les drassanes Echevarrieta y Larrinaga, la qual cosa fet i fet serien Astilleros de Cádiz S.A. i finalment Astilleros Españoles. El nom de les drassanes es deu a la comunitat de béns que va heretar del seu pare, Echevarrieta y Larrinaga, fundada en 1882 i dedicada inicialment a l'explotació de mines de ferro o la fabricació de vaixells, després va passar a l'especulació en solars, com en el eixample de Bilbao, la Gran Vía de Madrid o el Metropolità de Barcelona.

## Negocis, política i espionatge
En els seus millors anys va estar en el cim polític i social i involucrat en el que arribarien a ser els negocis més puixants d'Espanya: Iberduero, Iberia, Ciments Portland, etc. I també a l'estranger, amb negocis al Marroc, promotor del Tramvia aeri sobre el Niàgara que va dissenyar l'enginyer Leonardo Torres Quevedo, etcètera. Igualment, va participar en el desenvolupament de la més moderna tecnologia que anava a transformar Espanya i Europa al segle XX amb la construcció de submarins. Per tot això, se'l va comparar amb Howard Hughes o William Randolph Hearst, transportat al cinema per Orson Welles a Ciutadà Kane.

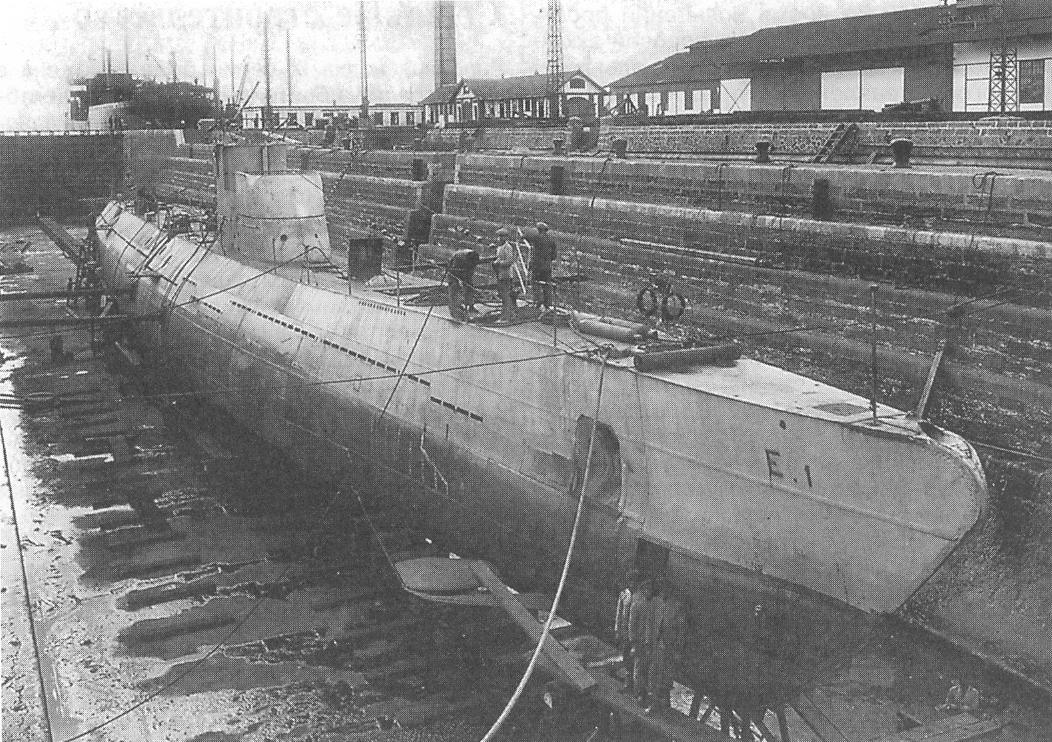
El submaríE-1 en construcció.

### Horacio Echevarrieta i Wilhelm Canaris
En la dècada de major expansió econòmica mundial dels anys vint del segle passat, el magnat espanyol Horacio Echevarrieta, i el militar i espia alemany Wilhelm Canaris, van unir les seves habilitats i influències per teixir una xarxa de negocis, espionatge i finances que anava a marcar, des de les seves fàbriques i drassanes a Espanya, els grans avanços industrials, tecnològics i militars del segle xx.
Canaris va arribar a ser almirall i cap d'intel·ligència de la Kriegsmarine i la Wehrmacht durant el nazisme a Alemanya. Va ser cap de l'Abwehr i un dels capitosts en diverses conspiracions contra Hitler, principalment el complot del 20 de juliol de 1944 pel qual va ser condemnat a l'execució a la forca.
És la imatge típica de l'espia d' entreguerres. Va participar de forma activa en la Gran Guerra, convertint-se en heroi naval en aconseguir mantenir a la flota britànica en escac durant mesos després d'haver salvat el seu vaixell, el “Dresden”, en la batalla de les Malvines.

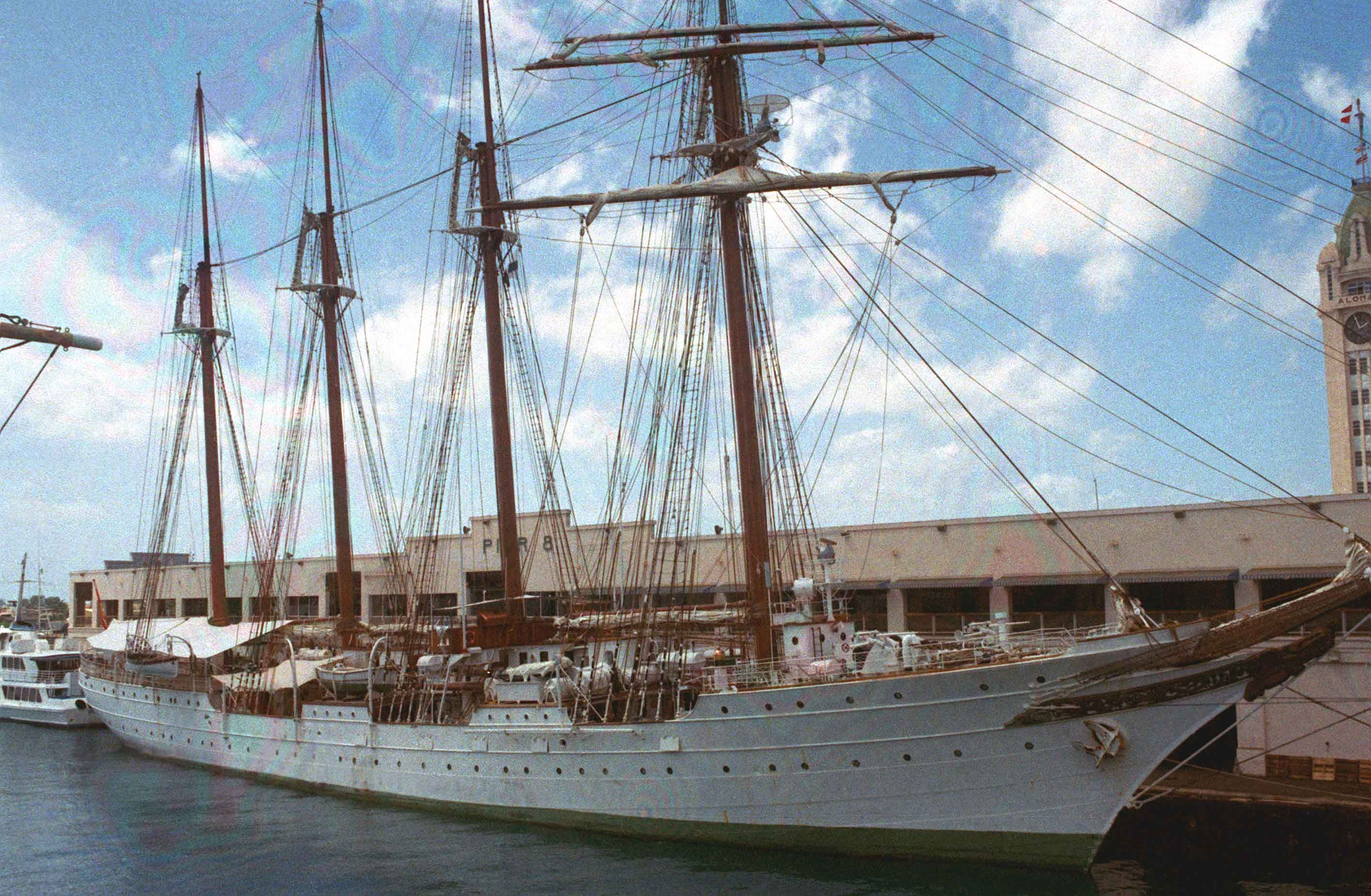
El buc escola Juan Sebastián Elcano.

#### El submarí E-1
El submarí E-1 (Echevarrieta-1) és l'obra de tots dos, fruit de les drassanes d'Echevarrieta, el millor de les seves drassanes juntament amb el buc escola Juan Sebastián Elcano. Va decidir dur-ho a terme fiant-se en una base contractual d'una conversa amb el general Primo de Rivera, llavors màxim dirigent d'Espanya. Aquest caràcter verbal del contracte serà l'element de la seva ruïna, quan cap govern posterior, ni tan sols el dels seus companys i amics republicans, ja en el poder, accedeixi a comprar-li o indemnitzar-li per l'E-1.

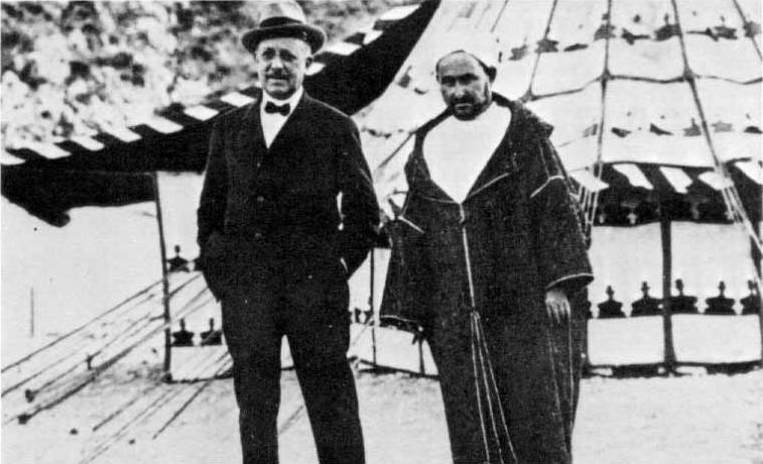
Horacio Echevarrieta i Abd el-Krim.

### El rescat dels presoners deldesastre d'Annual
Partint de les seves bones relacions, tant de negocis com a personals, amb destacades personalitats marroquines de la zona de protectorat espanyol al Marroc, i sota indicació del Govern l'any 1923, va gestionar personalment l'alliberament dels presoners del desastre d'Annual, activitat que es va perllongar durant uns mesos, amb fortes despeses pagades pel seu patrimoni. Finalment va arribar a un acord amb Abd el-Krim. Va arribar fins i tot a oferir-se com a ostatge, però no se li va acceptar a canvi de la seva paraula. Va aconseguir finalment la llibertat de tots els presos supervivents. En reconeixement dels seus serveis, el Govern li va oferir el títol de "Marquès del Rescat", que va rebutjar per la seva convicció republicana.

## Esports
Horacio va destacar també en els esports, aconseguint el Primer Premi en la Regata Internacional de Iots a Vela Plymouth-Santander, en 1925, amb el seu iot María del Carmen Ana traient sis hores d'avantatge al segon.

## Decadència i ruïna econòmica
El submarí E-1 va ser botat el 22 d'octubre de 1930, i aviat es va veure que destacava en tots els aspectes de la navegació submarina, sent el més avançat en aquell moment. Uns mesos després de la botadura de l'E-1, el 14 d'abril de 1931, es proclama la Segona República. Les noves autoritats decideixen fer una política pacifista i no donar suport a la construcció armamentística, retirant el suport als projectes d'Echevarrieta, el submarí i la Fàbrica Nacional de Torpedes. Mentre que Echevarrieta és compensat econòmicament per la Fàbrica Nacional de Torpedes, l'E-1 és ignorat pel govern de la república al no haver-hi un contracte signat. Encara que Azaña n'estava interessat, la seva sortida del govern va frustrar totes les esperances d'Echevarrieta. Aquesta situació fa que les pèrdues del projecte s'elevin i que Echavarrieta es vegi obligat, per salvar la drassana, a vendre bona part del seu patrimoni. Al maig de 1935 el govern dona l'ordre de capacitació "temporal i provisionalment" de les drassanes. Després de la Guerra Civil els colpistes es queden amb la drassana fins que en 1940 l'hi retornen.
L'11 de setembre de 1934 Horacio Echevarrieta i el seu amic Indalecio Prieto són detinguts al poble asturià de San Esteban de Pravia desembarcant del mercant Turquesa un carregament d'armes com a part dels preparatius de la Revolució d'Astúries. Va ser jutjat i empresonat a la presó Model de Madrid, coincidint durant la seva estada a la presó amb Santiago Carrillo.
En 1951 el govern franquista confisca definitivament les drassanes, que havien quedat molt danyades per la l'explosió d'un polvorí a Cadis en 1947, passant a formar part de l'Institut Nacional d'Indústria (INI) amb el nom de Drassanes de Cadis, dels quals Echevarrieta rebria una participació. Després d'aquesta pèrdua, l'últim gran negoci del que va ser el seu imperi, es retira a la casa familiar de Munoa al barri de Llano de Barakaldo on va morir el 20 de maig de 1963 als 92 anys.

### Herència
Una de les seves últimes propietats va ser el Palau Munoa, construït en el segle xviii d'estil segon imperi francès, a Llano (Barakaldo), residència on va morir. La finca té una superfície de 64.652 metres quadrats i està protegida com a monument, la qual cosa limita la possibilitat de realitzar grans obres.
L'any 2014 l'ajuntament de Barakaldo es fa amb la finca després de pagar per la seva expropiació 18 milions d'euros, per sentència judicial, als hereus d'Horaci Echevarrieta. El jardí, després de la seva urbanització, es converteix en parc públic que s'inaugura en la primavera de 2015.
El palau que va construir en punta Begoña a Getxo, sobre l'Abra, va ser derruït i sobre el solar s'alcen habitatges d'alt poder adquisitiu. Queda en estat molt degradat la xarxa de miradors que envoltaven la base del pujol, característics de la zona sobre la platja d'Ereaga.

## Obres sobre la seva figura

### Llibres
- Díaz Morlán, Pablo: Horacio Echevarrieta 1870-1963. El capitalista republicano. LID Editorial. Madrid, 1999. ISBN 978-84-88717-23-8.[15]
- Díaz Morlán, Pablo: Horacio Echevarrieta, empresario republicano. Muelle de Uribitarte Editores. Bilbao, 2011.

### Documentals
- 2011: El Último Magnate / The Last Tycoon. Direcció: José A. Hergueta y Olivier van der Zee. Duració: 80 min. Coproducció Espanya-Holanda-Alemanya de MLK Producciones i Sincro Producción de Imagen. El film se centra en els negocis que, entre 1924-29, va establir Echevarrieta amb Alemanya a través dels marins alemanys Wilhelm Canaris i Walther Lohmann. Per evitar les prohibicions del Tractat de Versalles, la República de Weimar es va servir d'Echevarrieta, desenvolupant a Espanya tecnologia militar molt sofisticada per a l'època. A més de fundar l'aerolínia Iberia, en 1927, i una Fàbrica Nacional de Torpedes, en la drassana de Cadis es va construir el submarí E-1, el més avançat del moment. Aquest u-boot aprofitava els coneixements dels fabricants alemanys en la I Guerra Mundial (ocults a Holanda, sota la companyia I.v.S., un conglomerat de drassanes alemanyes participat per la seva Marina) i que anava a servir de prototip als següents models d'u-boot, les sèries I-A i el cèlebre tipus VII. Echevarrieta acabaria construint l'E-1 entre 1929-31 sobre la base d'un compromís verbal amb Alfons XIII i Miguel Primo de Rivera: si complia les condicions tècniques promeses, seria adquirit per l'Armada Espanyola. El submarí les va complir, i amb escreix, però quan aquestes proves van tenir lloc, a la base naval de Cartagena, tant el Dictador com el Rei ja estaven fora d'Espanya. Malgrat la seva vocació republicana, Echevarrieta va pagar cara la seva amistat amb Alfons XIII, sent rebutjada la compra pels successius governs de la II República. Malgrat la seva superioritat tècnica, i d'haver complert el seu somni de construir la millor nau, el submarí E-1 anava a convertir-se en el punt d'inflexió de Echevarrieta. Aprofitant aquesta aventura, "El Último Magnate" ofereix una intensa mirada sobre el personatge d'Echevarrieta, els seus negocis i el seu temps, però també al rerefons secret alemany per iniciar el seu rearmament abans de l'arribada del nacionalsocialisme, durant la República de Weimar, una època en què tot semblava possible.[16]